# 내일을 향해 쏴라 (드라마)
《내일을 향해 쏴라》는 1998년 9월 14일부터 1998년 11월 3일까지 방영된 MBC 월화 미니시리즈이다.

## 줄거리
주인공 강대호(유오성 분)는 군에서 막 제대한 뒤 매니저 세계에 첫발을 들여놓은 신출내기이다. 스물여섯 살의 청년 강대호 앞에는 넘어야 할 산들이 여러 개 놓여 있다. 우선 첫눈에 서로 호감을 갖게 된 같은 나이의 고은비(오연수 분). 집에서도 학교에서도 문제아였던 대호와 달리 은비는 이른바 일류대학을 졸업하고 신문사 연예 담당 기자로 일하는 재원이다. 두 사람은 만나자마자 말을 트고 벌건 대낮에도 소주잔을 기울이지만, 서로의 속마음을 털어놓지 못한 채 갈라서고 만다. 대호의 자격지심이 첫 번째 산인 것이다.
두 번째 산인 황정구(강석우 분)는 일류대학을 나와 연예 매니지먼트와 음반제작 사업에 뛰어든 성공한 사업가다. 신나리(서유정 분)를 비롯한 낙오자 대호와 신인가수 이수연(박선영 분)은 서로 의기투합해 자신들의 꿈을 앗아간 황정구에게 맞선다. 황정구가 나리의 음반에 사운을 거는 것과 때를 맞추어 대호는 수연의 음반을 제작해 대성공을 거둔다.
아무것도 가진 것 없던 젊은이가 ‘밑바닥을 박박 기며’ 세상을 체험하면서 결국 참담한 좌절을 딛고 일어서고 게다가 수연과의 사랑까지 얻게 된다는 줄거리이다.

## 등장 인물

### 주요 인물
- 유오성 : 강대호 역
- 오연수 : 고은비 역
- 박선영 : 이수연 역
- 강석우 : 황정구 역

### 그 외 인물
- 서유정 : 신나리 역
- 김보성 : 철희 역
- 홍기훈
- 윤용현
- 이종수
- 이형주
- 김하균
- 강성민
- 김정은
- 배민희 : 경리실 직원 역
- 오욱철
- 명계남
- 권기선
- 홍순창
- 송경철
- 윤용현
- 이주희
- 김호영
- 김복희
- 오승명
- 권오성

## 참고 사항
- 당초 안재욱과 김현주이 물망에 올랐으나 모두 고사했다.[1]